# أيمار موراتايا
أيمار موراتايا (بالإسبانية: Aimar Moratalla) (11 يناير 1987 في إسبانيا - ) هو لاعب كرة قدم إسباني في مركز الدفاع. لعب مع نادي ياغوستيرا وCE Banyoles ‏ وCF Peralada ‏ وEC Granollers ‏.

## وصلات خارجية
- أيمار موراتايا على موقع قاعدة بيانات كرة القدم.إي يو (الإنجليزية)
- أيمار موراتايا على موقع Soccerbase.com (لاعب) (الإنجليزية)
- أيمار موراتايا على موقع Soccerway.com (الإنجليزية)
- أيمار موراتايا على موقع AS.com (الإسبانية)